# باولو كاستلليني
باولو كاستلليني (بالإيطالية: Paolo Castelli)‏ (3 يناير 1980 في إيطاليا - ) هو لاعب كرة قدم إيطالي في مركز حراسة المرمى. لعب مع إنتر ميلان ونادي برو باتاريا ونادي ريجيانا 1919 ونادي سبيزيا ونادي فاريسي ونادي كالياري ونادي كروتوني ونادي كومو ونادي لوكيزي ونادي ليكو ونادي مودينا ونادي مونزا وبرو سيستو 1913 ونادي براتو وASD Calcio Club Vittoria 2020 ‏.

## وصلات خارجية
- باولو كاستلليني على موقع قاعدة بيانات كرة القدم.إي يو (الإنجليزية)